# Villanueva de Oscos
Villanueva de Oscos (en eonaviego: Vilanova d'Ozcos) es un concejo español perteneciente a la comunidad autónoma del Principado de Asturias. Es uno de los municipios en los que se habla eonaviego (o gallego-asturiano).

## Geografía
Desde el punto de vista geológico, y de la misma manera que el resto de la región, el suelo del concejo pertenece casi en su totalidad al silúrico y al cambriano, con una abundancia de las pizarras, generalmente arcillosas con variedades y tránsitos a silícea y cloritosa. La presencia de calizas es muy insignificante, presentándose una pequeña porción de éstas en la zona de Salgueiras.
Su geología y la erosión ejercida sobre el terreno por los agentes atmosféricos y la red fluvial conforman un relieve con una orientación dominante norte-sur, de mayoría de formas suaves, interrumpidas por los crestones cuarcíticos. El concejo de Villanueva tiene en más de la mitad de su superficie elevaciones superiores a los 800 metros. Las alturas más pronunciadas se dan en su parte septentrional, siendo el pico el Filso en la sierra de la Bobia, en el límite con Castropol, el que presenta una mayor altitud, con 1.197 metros. Otros picos importantes son la Peña Pumarín y la Peña Grallas, localizadas también en el norte aunque algo más centrado, y el Cordal de Murias, que recorre interiormente el concejo de norte a sur. Ya por su extremo noroccidental la sierra del Ouroso es la que divide los territorios de Villanueva y Taramundi.
La red hidrográfica está compuesta por numerosos riachuelos y arroyos que bañan todo el concejo y que vierten sus aguas a las cuencas del Navia y del Eo. Dentro de todos estos accidentes vamos a destacar dos: el río Villanueva, que recibe las aguas del Acebeiral, desembocando en el Pasaron, y también el arroyo de la Bobia, que entrega sus aguas en el Soutelo.
Su clima presenta los rasgos generales del oceánico, con unas precipitaciones medias abundantes, nula presencia de aridez en la época estival y una escasa amplitud térmica. En la zona norteña, concretamente en la sierra de la Bobia, aparecen fenómenos atmosféricos destacables, como las nieblas y las nevadas.
En cuanto a su vegetación, la mayor parte de la superficie del concejo presenta un dominio del terreno forestal, donde el matorral va ganando fuerza con el paso del tiempo, debido sobre todo a la erosión, los incendios y las talas de árboles. Aun así todavía podemos observar algunas manchas autóctonas de robles, castaños y abedules, mezcladas con las verdes praderías que se encuentran diseminadas por todo el territorio.
El municipio está situado en la zona occidental de la provincia y se encuentra enmarcado dentro de la comarca de Los Oscos, comarca ésta designada Reserva de la biosfera por la Unesco  junto a otros cuatro municipios asturianos y siete gallegos formando la reserva de la biosfera Río Eo, Oscos y Tierras de Burón.
Limita por el norte con Vegadeo y Castropol, al sur con San Martín de Oscos y Santa Eulalia de Oscos, al este con Illano y San Martín y por el oeste con Taramundi.
La distancia de su capital a Oviedo es de 185 km, aproximadamente, y su principal vía de comunicación es la carretera regional AS-11, que atraviesa el concejo desde el puerto de la Garganta, sigue el cauce del río y va a dar a San Martín.

## Historia
La historia de Villanueva sigue los mismos caminos que la de sus concejos vecinos de San Martín y Santa Eulalia, durante las etapas prehistóricas, la Edad Antigua y la Edad Media hasta 1137, fecha en la que pasa a ser coto abadengo.
Los primeros restos hallados que demuestran la presencia humana en el concejo pertenecen a la etapa neolítica, como lo demuestran los campos tumulares descubiertos en las estribaciones de la sierra de Pumarín, destacando de entre todos ellos el de A Chaira das Grallas.
Dentro de la cultura castreña, también Villanueva nos ofrece diversas muestras de estos singulares asentamientos, destacando los localizados en La Pena del Castro en Morlongo y El Castelo en Villanueva. La etapa colonizadora romana también se deja notar en todo el territorio, estando adscrito el territorio dentro del conventus lucenssis. Varios son los vestigios encontrados de dicha época, como los crisoles de piedra y conos de escorias, relacionados con trabajos de fundición. Como es de suponer, la presencia de minerales como el hierro fue una de las causas que atrajeron los asentamientos romanos hacia la comarca de los Oscos.
Ya en 1137 la historia de Villanueva toma camino diferente a San Martín y Santa Eulalia, con el establecimiento de la orden benedictina en la zona de As Tremoras gracias a la donación efectuada a su favor por el rey Alfonso VII de León, mediante la cual cedía todo el territorio del municipio a los monjes. Varias son las donaciones realizadas durante este siglo al monasterio por particulares, por las que se recibían terrenos de toda la comarca occidental, como la efectuada por Honega Ramírez, que otorga sus posesiones en Gío y Villar de Piantón, o la de Gutierre Alfonso, que cede haciendas de Nonide, Grandas y El Franco. En el año 1162 se produce la llegada al monasterio de la orden del Císter, reactivando la vida en el monasterio gracias a la labor agropecuaria, a la que se unió el trabajo del hierro en ferrerías artesanas ya por el siglo XVII. En 1182 el monarca Fernando II de León concede un privilegio al coto mediante el cual toda la jurisdicción iba a pertenecer al monasterio, teniendo sus gentes que cumplir las deudas y los deberes ante el abad, sin que se produzca ninguna intromisión real. Esta exención sería refrendada por los sucesivos reinados que dirigieron las riendas del territorio español, desde Alfonso IX de León a Felipe V de España.
Aunque la mayor parte de la superficie de Villanueva pertenecía al coto de Santa María, había una pequeña porción de terreno exenta de los dominios eclesiásticos, la cual estuvo representada en la Junta General del Principado tomando parte del partido de Castropol, siendo los representantes del municipio en 1693 para el repartimiento de alcabalas Domingo López Bermúdez y Antonio de Soto.
El poder ejercido por los monjes durante siglos empieza a resquebrajarse en 1721, fecha en la cual las gentes del concejo expresan su descontento por la enorme servidumbre a la que se les sometía. Así, en el año 1792 el abad, queriendo conservar la integridad del territorio y amansar al pueblo, acepta reducir algunas tasas e impuestos, circunstancia que no logra parar el descontento, llegándose al año 1827, fecha en la cual el monasterio deja de tener jurisdicción sobre toda la zona, alcanzando de este modo la deseada condición municipal. Una vez perdido todo el poder, los monjes fueron expulsados en 1836, debido a la desamortización de Mendizábal, y todos los bienes del monasterio fueron puestos a la venta.
Los tiempos actuales discurren entre una situación de incertidumbre creada por el continuo despoblamiento de la zona, aunque se espera que la situación empiece a invertirse, dadas las condiciones naturales que ofrece Villanueva para la vida humana.

## Demografía
Villanueva de Oscos cuenta con una población de 248 habitantes (INE 2024).
| Gráfica de evolución demográfica de Villanueva de Oscos entre 1842 y 2021                                             |
| |
| Población de derecho según los censos de población del INE. Población de hecho según los censos de población del INE. |

La evolución de Villanueva en cuanto a su población ha seguido los mismos cauces que en el resto de la comarca de los Oscos, pudiendo apreciarse un continuo decrecimiento en estas últimas décadas, en concreto desde la mitad del siglo XX. Hasta ese momento, la población se había mantenido más o menos estable, presentando una cifra que oscilaba en torno a 1200-1300 habitantes. Pero es a partir de esta fecha y a causa de los movimientos migratorios hacia las zonas centrales de la región, del país e incluso de Europa, cuando la tendencia se rompe, produciéndose un brusco descenso en el número de personas que origina que hoy en día Villanueva presente la cifra de 298 habitantes, mostrándonos una de las densidades de población más bajas de toda la región asturiana. Todo esto genera una alteración significativa en las estructuras demográficas en el concejo, teniendo Villanueva un índice de envejecimiento superior a las 170 personas mayores de 65 años por cada 100 menores de 15, y no llegando la representación de personas menores de 20 años al 18 % de la población total. 

## Economía
Su actividad económica gira principalmente en torno al sector primario, gracias a la actividad ganadera, que absorbe al 74,34% del empleo local. Básicamente sólo se trabaja con el ganado vacuno, presentando la mayoría de las explotaciones una orientación claramente dirigida hacia la producción cárnica, como lo demuestra el predominio de la raza asturiana de los valles.
El sector secundario apenas si tiene representación en el concejo, llegando a generar solamente un 6,58% de los empleos locales. Únicamente se contabilizan empleos en la rama de la edificación y la construcción, rama esta que presenta un continuo apogeo dentro de toda la región. Al igual que San Martín y Santa Eulalia, Villanueva tuvo en su tiempo una importante presencia de ferrerías artesanas, que utilizaban hierro extraído en la zona.
Por último, el sector terciario de los servicios ocupa al 19,08% de la población activa, siendo la actividad comercial la que presenta un mayor crecimiento dentro del mismo, desarrollándose casi en su totalidad en la capital del concejo, Villanueva. La implantación del turismo rural en toda la comarca de los Oscos puede ayudar a reactivar toda la zona, convirtiéndose el concejo en uno de los lugares más visitados, ya que reúne todas las características necesarias para dicho disfrute.

## Administración y política

### Gobierno municipal
En el concejo de Villanueva de Oscos, desde 1979, el partido que más tiempo ha gobernado ha sido el PSOE. El actual alcalde es Abel Lastra Bravo. 
| Periodo   | Nombre                      | Partido | Partido                                    |
| --------- | --------------------------- | ------- | ------------------------------------------ |
| 1979-1983 | Fermín Álvarez Álvarez      |         | Unión de Centro Democrático (UCD)          |
| 1983-1987 | Fermín Álvarez Álvarez      |         | Independiente                              |
| 1987-1991 | José Soto Soto              |         | Centro Democrático y Social (CDS)          |
| 1991-2019 | José Antonio González Braña |         | Federación Socialista Asturiana (FSA-PSOE) |
| 2019-act. | Abel Lastra Bravo           |         | Federación Socialista Asturiana (FSA-PSOE) |

| Partido político    | Partido político                                                    | 1979   | 1983   | 1987   | 1991   | 1995   | 1999   | 2003   | 2007   | 2011   | 2015   | 2019   | 2023   |
| Partido político    | Partido político                                                    | Ediles | Ediles | Ediles | Ediles | Ediles | Ediles | Ediles | Ediles | Ediles | Ediles | Ediles | Ediles |
|                     | Federación Socialista Asturiana (FSA-PSOE)                          | 1      | 1      | 3      | 4      | 5      | 5      | 4      | 5      | 6      | 6      | 6      | 6      |
|                     | Alianza Popular (AP)-Partido Popular (PP)                           | —      | 1      | 2      | 2      | 2      | 1      | 3      | 2      | 1      | 1      | 1      | 1      |
|                     | Unión de Centro Democrático (UCD)-Centro Democrático y Social (CDS) | 6      | —      | 2      | 0      | —      | —      | —      | —      | —      | —      | —      | —      |
|                     | Juventud Independiente Unida (JIU)                                  | —      | —      | —      | 1      | —      | —      | —      | —      | —      | —      | —      | —      |
|                     | Unión Renovadora Asturiana (URAS)                                   | —      | —      | —      | —      | —      | 1      | —      | —      | —      | —      | —      | —      |
|                     | Independientes                                                      | —      | 5      | —      | —      | —      | —      | —      | —      | —      | —      | —      | —      |
| Total de concejales | Total de concejales                                                 | 7      | 7      | 7      | 7      | 7      | 7      | 7      | 7      | 7      | 7      | 7      | 7      |

### Organización territorial

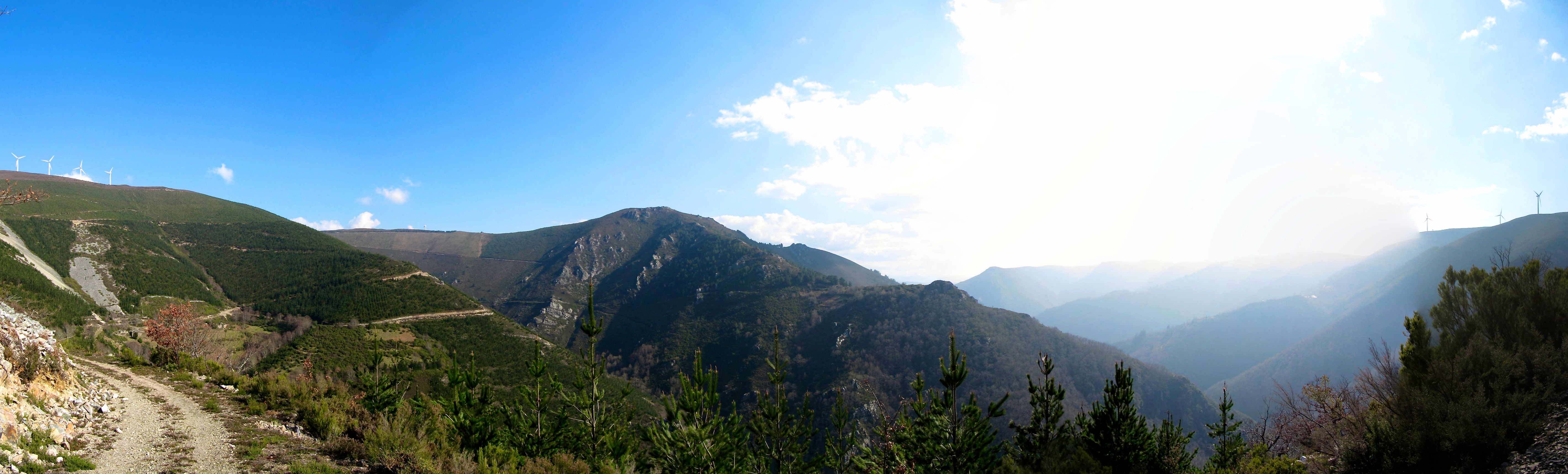
Valle del río Ahío

La capital del concejo, Villanueva de Oscos (oficialmente, en eonaviego, Vilanova) corresponde a la villa que da nombre a su vez a todo el municipio. Situada a unos 658 metros de altitud, su vida permanece directamente ligada a la del antiguo monasterio de Santa María, antiguo centro de poder de toda la zona, y que perdió tal condición en el año 1827, en el que la jurisdicción pasó a ser municipal. Cuenta con un bonito patrimonio etnográfico con viviendas perfectamente integradas en el paisaje local, donde predomina el uso de materiales hallados en su medio físico.
El concejo de Villanueva de Oscos está formado por las siguientes parroquias:
- San José de Gestoso
- Martul
- San Cristóbal
- Villanueva

## Patrimonio

### Arquitectura religiosa
La principal muestra artística del concejo la representa el antiguo monasterio de Santa María de Villanueva, declarado monumento histórico artístico. Fue fundado en el siglo XII por una orden Benedictina gracias a una donación de Alfonso VII de León y su esposa Berenguela, y fue regido durante mucho tiempo por los Cistercienses. La iglesia del convento, actual templo parroquial, es la edificación más antigua, siendo de estilo románico, con presencia de tres ábsides cubiertos con bóveda de medio cañón. En su interior guarda un importante sepulcro cubierto por arco de medio punto que presenta múltiples trabajos escultóricos de piedra. El resto de las dependencias monacales corresponden a edificaciones y reformas efectuadas en los siglos XVII y XVIII, teniendo un estado de conservación no del todo bueno.
Las demás construcciones religiosas repartidas por el municipio como las de San Cristóbal, San Juan, o la capilla de Regodeseves, son claros ejemplos de la arquitectura religiosa rural de la zona.

### Arquitectura civil
Dentro de su arquitectura popular podemos encontrar por todos los pueblos de Villanueva edificios muy bien integrados en el paisaje, con un uso predominante de los materiales que se hallan en su suelo como las pizarras, cuarcitas y la madera, tanto para las viviendas principales, como para las anexas ligadas a la actividad agropecuaria. Así dentro de estas últimas son de destacar los hórreos localizados en Morlongo que presentan una cubierta totalmente vegetal, y los cortines de San Cristóbal, que eran recintos amurallados en cuyo interior se ponían colmenas de miel para protegerlas de los ataques de animales.
De la misma manera hay que destacar la presencia de diversos campos tumulares hallados en la sierra de Pumarín, así como los recintos castreños de La Pena del Castro y El Castelo, directamente relacionado con las labores mineras realizadas por la invasión romana durante su colonización del terreno.

## Fiestas y eventos
- San Pedro en Salgueiras a principios de julio.
- Santa Ana en La Garganta el día 26 de julio.
- San Antonio en Bustapena en el mes de agosto.
- San Juan Degollado en Martul el 29 de agosto
- Santa María en Villanueva en septiembre.
- San Miguel en La Garganta en septiembre
- Viacrucis Viviente En Semana Santa, Villanueva acoge esta representación popular de la Pasión según San Marcos. Es Fiesta de Interés Turístico Regional desde 2016.[6]
- Festa dos frailes Organizada por la Orden de Vilanova llegó en agosto de 2018 a su cuarta edición. Se celebra por las calles de la capital del concejo y principalmente en los interiores del monasterio. Cuenta con actuaciones musicales, teatro, talleres para niños y puestos de comida y bebida.[7]